# 地球流体力学
地球流体力学（ちきゅうりゅうたいりきがく、英: geophysical fluid dynamics）は、地球などの惑星上における気体・液体などの流体の運動を流体力学、熱力学などの基礎に基づいて論じる理論物理学および地球物理学の一分野である。歴史的に気象力学、海洋物理学として気圏、水圏の物理的運動をそれぞれ別個に議論していた内容を統一的に論じる枠組である。

## 概要
回転系における力学が基礎となっており、ナビエ-ストークスの式に外力の項として重力と見かけの力であるコリオリの力が加えられたものが基礎方程式として用いられる。慣習としてコリオリの力は左辺におき、全体を密度 ρ で割った次の式が用いられる。
{\displaystyle {\partial \mathbf {u}  \over \partial t}+\mathbf {u} \cdot \nabla \mathbf {u} +2\mathbf {\Omega } \times \mathbf {u} =-{\frac {1}{\rho }}\nabla p+\mathbf {g} +\mathbf {F} }
ここで、Ω はその地点における角速度ベクトル、g は対象となる惑星（地球）の万有引力とその地点における遠心力の合力である重力であり、その方向を鉛直座標 z とするのが慣例である。なお、海洋では海面（平均水位）を 0 として下向きに、気象では上向きに鉛直座標の方向を定めることが多い。F はそれ以外の外力であり、摩擦力などが含まれる。
また、気体・液体（水）の状態方程式も基礎方程式として用いられる。豊富な観測データを基に地球上の流体運動を議論・考察するのが主であるが、木星の大赤斑、海王星の大暗斑などの他の惑星に見られる流体現象の成因・変動なども議論の対象になることがあり、考察の対象が地球に縛られているわけではない。

## 近似について
基礎となる上の運動方程式をそのまま積分することは通常行われておらず、対象となる惑星（実質的には地球）上における現状を反映（スケール・アナリシス）した何らかの近似を用いて解析的・数値的に解が求まりやすい形にしてから研究・数値積分が行われる。
最初に行われ、ほぼすべての場合で用いられる近似がコリオリの力の鉛直方向成分の無視である。鉛直座標を重力の方向にとるため、角速度ベクトルは極を除き南北方向成分を持つ（Ω = Ω(0, cos φ, sin φ)、ここで φ は緯度）。そのため、コリオリの力の 3 成分は、2Ω×u = (- 2Ωv sin φ + 2Ωw cos φ, 2Ωu sin φ, - 2Ωu cos φ) となる。地球上での流体の運動は水平方向が卓越し、水平方向速度は鉛直方向速度の 103 倍と見積もられ（スケール・アナリシス）、2Ωw cos φ の項は無視できる。この項を無視することにより、保存則を成り立たせるため - 2Ωu cos φ も消去する必要がある。結果として、コリオリの力を f k×u = (- fv, fu, 0) に近似する。ここで f = 2Ω sin φ はコリオリパラメータと呼ばれる。
このコリオリパラメータはさらに簡単化（f 平面近似、β 平面近似）できる。その他、静力学平衡（静水圧平衡）近似、ブシネスク近似、主に海洋力学で用いられる非圧縮近似、あるいは準地衡近似などを用いて、プリミティブ方程式や準地衡方程式などが導出される。導出されたこれら方程式は数値計算や理論的研究に用いられる。